# USS Lloyd E. Acree (DE-356)
USS Lloyd E. Acree (DE-356) là một tàu hộ tống khu trục lớp John C. Butler từng phục vụ cùng Hải quân Hoa Kỳ trong Chiến tranh Thế giới thứ hai. Nó là chiếc tàu chiến duy nhất của Hải quân Hoa Kỳ được đặt cái tên này, theo tên Hạ sĩ Lloyd Edgar Acree (1920–1942), người từng phục vụ cùng tàu tuần dương hạng nặng Salt Lake City (CA-25), đã tử trận trong Trận chiến mũi Esperance vào ngày 11 tháng 10, 1942 và được truy tặng Huân chương Chữ thập Hải quân. Nó đã phục vụ trong suốt Thế chiến II, được cho ngừng hoạt động sau khi xung đột chấm dứt vào năm 1946, rồi cuối cùng bị bán để tháo dỡ vào năm 1973. Lloyd E. Acree được tặng thưởng một Ngôi sao Chiến trận do thành tích phục vụ trong Thế Chiến II.

## Thiết kế và chế tạo
Lớp John C. Butler được thiết kế nhằm đáp ứng nhu cầu một số lượng lớn nhưng rẻ tiền của một kiểu tàu hộ tống chống tàu ngầm để hộ tống các đoàn tàu vận tải vượt đại dương. Chúng có chiều dài chung 306 foot (93,3 m), mạn tàu rộng 36 foot 10 inch (11,2 m) và mớn nước 13 foot 4 inch (4,1 m), trọng lượng choán nước tiêu chuẩn 1.350 tấn Anh (1.372 t), và lên đến 1.745 tấn Anh (1.773 t) khi đầy tải, với một thủy thủ đoàn bao gồm 14 sĩ quan và 201 thủy thủ. Con tàu được vận hành bởi hai turbine hơi nước hộp số Westinghouse; hơi nước được cung cấp bởi hai nồi hơi "D" Express, tạo ra công suất 12.000 mã lực càng (8.900 kW) và cho phép đạt được tốc độ tối đa 24 hải lý trên giờ (44 km/h; 28 mph). Nó có tầm hoạt động 6.000 hải lý (11.000 km; 6.900 mi) ở tốc độ đường trường 12 hải lý trên giờ (22 km/h; 14 mph).
Dàn vũ khí chính bao gồm hai tháp pháo 5-inch/38 caliber đa dụng nòng đơn, được dẫn đường bởi hệ thống điều khiển hỏa lực Mark 51; vũ khí phòng không gồm hai khẩu đội Bofors 40 mm L/60 nòng đôi và mười khẩu Oerlikon 20 mm nòng đơn cũng được dẫn đường bởi hệ thống Mark 51. Ngoài ba ống phóng ngư lôi 21 inch (533 mm), vũ khí chống ngầm bao gồm hai đường ray thả mìn sâu, tám máy phóng mìn sâu K-gun cùng một dàn súng cối chống ngầm Hedgehog. Con tàu được trang bị sonar kiểu QC, radar dò tìm mặt biển SL và radar dò tìm không trung SA.
Lloyd E. Acree được đặt lườn tại xưởng tàu của hãng Consolidated Steel Corporation ở Orange, Texas vào ngày 24 tháng 1, 1944. Nó được hạ thủy vào ngày 21 tháng 3, 1944, được đỡ đầu bởi bà Leora T. Acree, mẹ của Hạ sĩ Acree, và được cho nhập biên chế cùng Hải quân Hoa Kỳ vào ngày 1 tháng 8, 1944 dưới quyền chỉ huy của Hạm trưởng, Thiếu tá Hải quân John Everett Greenbacker.

## Lịch sử hoạt động
Sau khi hoàn tất việc chạy thử máy huấn luyện tại khu vực Bermuda và hoạt động hộ tống một đoàn tàu vận tải, Lloyd E. Acree gia nhập Đội hộ tống 82 trước khi được điều động sang khu vực Mặt trận Thái Bình Dương. Nó khởi hành từ Norfolk, Virginia vào ngày 21 tháng 10, băng qua kênh đào Panama và ghé đến quần đảo Society và New Hebrides trước khi đi đến Hollandia, New Guinea vào ngày 28 tháng 11, nơi con tàu gia nhập Đệ Thất hạm đội.
Sau khi được huấn luyện chống tàu ngầm, Lloyd E. Acree lên đường vào ngày 13 tháng 12, hộ tống một đoàn tàu 44 chiếc hướng sang Leyte, Philippines. Đi đến vịnh San Pedro vào ngày 21 tháng 12, nó tiếp tục hộ tống một đoàn tàu đi Palau và quay trở về trước khi quay trở lại Hollandia vào ngày 13 tháng 1, 1945. Trong ba tháng tiếp theo nó đảm nhiệm hộ tống các đoàn tàu vận tải đi lại giữa Hollandia, đảo Manus, Palau và Leyte vào giai đoạn lực lượng Đồng Minh giải phóng Philippines. Đi đến vịnh Mangarin, Mindoro vào ngày 18 tháng 3, nó bắt đầu tuần tra chống tàu ngầm tại biển Đông trong khu vực từ Mindoro cho đến vịnh Subic, cũng như huấn luyện phối hợp cùng tàu ngầm thuộc Đệ Thất hạm đội. Đang khi tuần tra ngoài khơi Mindoro vào ngày 8 tháng 4, nó đã cứu vớt đội bay của một máy bay ném bom B-24 Liberator bị rơi trong một phi vụ ném bom xuống Đài Loan.
Rời vịnh Subic vào ngày 12 tháng 7, Lloyd E. Acree hộ tống một đoàn tàu vận tải đi sang Okinawa. Con tàu vẫn đang hoạt động tại Philippines khi Nhật Bản chấp nhận đầu hàng vào ngày 15 tháng 8, giúp chấm dứt vĩnh viễn cuộc xung đột. Nó tiếp tục hộ tống tàu bè đi lại giữa Philippines và quần đảo Ryūkyū cho đến ngày 12 tháng 9, khi nó chuyển sang vai trò quan trắc thời tiết ngoài khơi Philippines, hoạt động thu thập thông tin thời tiết trong biển Philippine tại khu vực từ Manila, Luzon cho đến Guiuan, Samar. Rời Manila vào ngày 15 tháng 2, 1946, con tàu đi dọc theo bờ biển Trung Quốc để đến Thanh Đảo vào ngày 20 tháng 2, rồi hoạt động tại khu vực giữa Hoàng Hải và biển Hoa Đông để hỗ trợ cho hoạt động của lực lượng Quốc dân Đảng, vốn đang đối đầu với phe Cộng sản nhằm giành quyền kiểm soát miền Bắc đất nước này.
Rời Thanh Đảo vào ngày 15 tháng 4, Lloyd E. Acree quay trở về Hoa Kỳ ngang qua các quần đảo Mariana, Marshall và Trân Châu Cảng, về đến San Pedro, Los Angeles vào ngày 11 tháng 5. Con tàu được xuất biên chế vào ngày 10 tháng 10, 1946, và được đưa về Hạm đội Dự bị Thái Bình Dương, neo đậu tại Mare Island, California. Tên nó được cho rút khỏi danh sách Đăng bạ Hải quân vào ngày 15 tháng 1, 1972, và con tàu bị bán cho hãng National Metal & Steel Corporation để tháo dỡ vào ngày 13 tháng 6, 1973 hoặc ngày 15 tháng 7, 1973.

## Phần thưởng
Lloyd B. Acree được tặng thưởng một Ngôi sao Chiến trận do thành tích phục vụ trong Thế Chiến II.
|  |  | Bronze star |
|  |  |             |

| Huân chương Phục vụ Trung Hoa        | Huân chương Chiến dịch Hoa Kỳ           | Huân chương Chiến dịch Châu Á-Thái Bình Dương với 1 Ngôi sao Chiến trận |
| Huân chương Chiến thắng Thế Chiến II | Huân chương Phục vụ Chiếm đóng Hải quân | Huân chương Giải phóng Philippine (Philippine)                          |